# Szahrak-e Sadd-e Nouruzlu
Szahrak-e Sadd-e Nouruzlu – osiedle w Iranie, w ostanie Azerbejdżan Zachodni, w szahrestanie Mijandoab. W 2006 roku liczyło 107 mieszkańców.